# Muckish Mountain
Der Muckish Mountain (irisch: An Mhucais, bedeutet: 'Schweinerücken') ist der nördlichste Berg der Derryveagh Mountains. Auf seinem Gipfel befindet sich ein weit sichtbarer Cairn. Die gesamte Gipfelregion besteht aus einer großen Geröllfläche, deren tiefster Punkt bei etwa 630 m und deren höchster bei 666 m liegt. Von seiner Nordspitze aus hat man eine weite Rundumaussicht auf die gesamte Nordküste Donegals. Von der Südseite überblickt man die Derryveagh Mountains mit dem Mount Errigal.
Früher wurde an seinen Flanken Quarzsand abgebaut. Die nördliche Aufstiegsroute verläuft auf dem Miner's Path durch einen alten Steinbruch. Etwas leichter ist der Aufstieg vom südlich gelegenen Muckish Gap aus.
Der Berg soll wegen seiner seltenen alpinen und borealen Vegetation zur Naturschutzzone unter der EU Habitats Directive ernannt werden.[veraltet]
Explizit hervorgehoben werden die Schwarze Krähenbeere (Empetrum nigrum) und die Heidelbeere (Vaccinium myrtillus) im Gipfelbereich und auf den als Silikatfelsen mit Felsspaltenvegetation (8220) klassifizierten Hängen diverse Laubmoose (Bryophyta), Gemeine Alpenscharte (Saussurea alpina) und Weiße Silberwurz (Dryas octopetala).
Am Berg wurden mehrere Brutpaare des Wanderfalkens (Falco peregrinus) beobachtet.

## Bilder

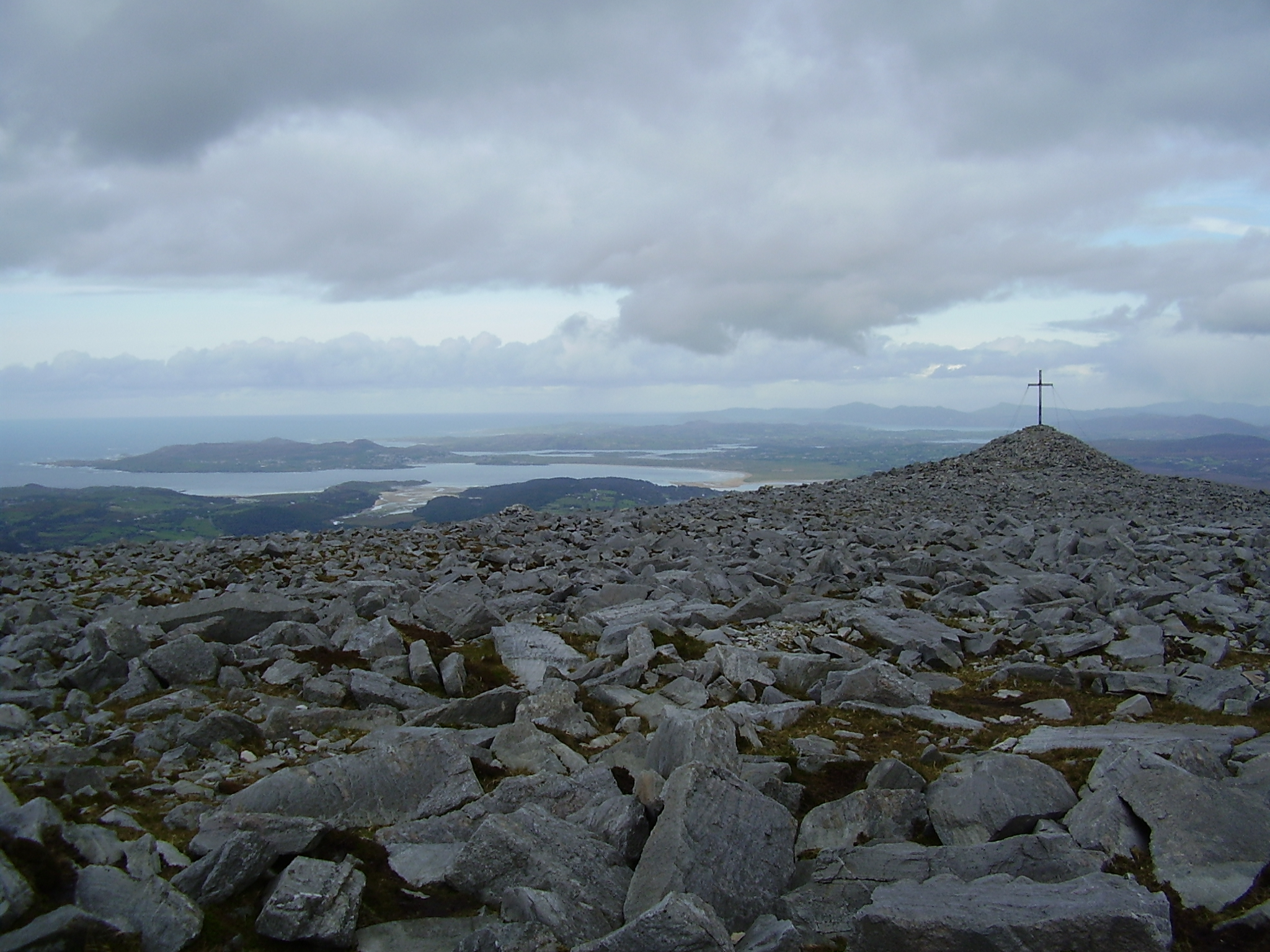
Der nördliche Gipfel
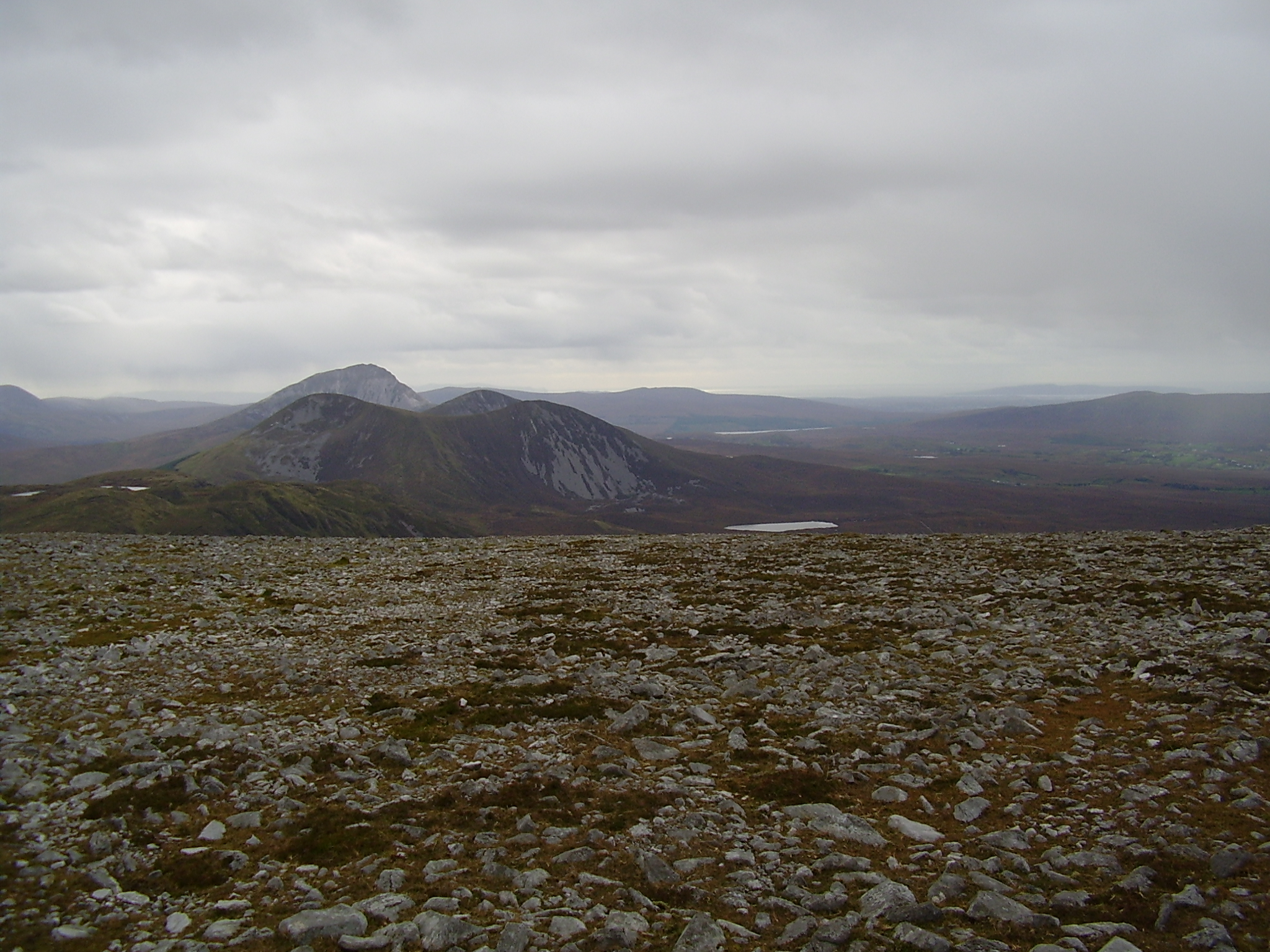
Blick auf die Aghlas und dahinter Mt. Errigal